# 小行星15465
小行星15465（15465 Buchroeder）是一颗绕太阳运转的小行星，为主小行星带小行星。该小行星于1999年1月15日发现。

## 轨道参数
小行星15465的轨道半长轴为3.0673624 UA，离心率为0.090。